# Nikolette Orlandou
Nikolette Orlandou, grekisk skådespelare och filmproducent, född i Aten, Grekland.

## Roller (i urval)
- (2004) - Mia Thalassa Makria